# Axinaea wurdackii
Axinaea wurdackii är en tvåhjärtbladig växtart som beskrevs av Sagást., S. Arroyo A. och E. Rodr.. Axinaea wurdackii ingår i släktet Axinaea och familjen Melastomataceae. Inga underarter finns listade i Catalogue of Life.